# Batallas de Cascorro
Cascorro es un municipio ubicado en la provincia cubana de Camagüey. En dicho municipio se encuentra un poblado, en cuyas inmediaciones se hallaba un importante fuerte español en el siglo XIX. Este poblado y su correspondiente fuerte militar resultó un alto punto de conflictividad durante las guerras cubanas de independencia de los Diez Años y Necesaria durante el último tercio de ese siglo.

## Batallas

### Guerra de los Diez Años
Durante la Guerra de los Diez Años (1868-1878), Cascorro fue atacado durante, al menos, tres ocasiones: Una vez en 1873 y dos en 1874.
El poblado fue tomado por el entonces teniente coronel cubano Gregorio Benítez el 9 de mayo de 1873.
El fuerte fue asaltado el 18 de abril de 1874, por las fuerzas comandadas por los generales cubanos Máximo Gómez, Vicente García y Antonio Maceo. En este combate fue herido de muerte el teniente coronel cubano Miguel Maceo, hermano del general Antonio.
Un nuevo asalto al poblado ocurrió el 30 de noviembre de 1874, comandado por el brigadier Henry Reeve, el Inglesito, junto al ya coronel Gregorio Benítez.

### Guerra Necesaria
El lugar sería asaltado tres veces más durante la Guerra Necesaria: Una vez en 1895 y dos en 1896.
Entre los días 2 y 5 de julio de 1895, fuerzas cubanas atacaron nuevamente este poblado, el cual no pudieron tomar, aunque sí saquearon algunos establecimientos y obtuvieron provisiones. El resultado de este ataque quedó indeciso.
Cascorro saltó al conocimiento público en España en septiembre de 1896, durante la Guerra Necesaria, cuando una tropa del ejército independentista cubano comandado por Máximo Gómez y Calixto García puso sitio al Regimiento de Infantería María Cristina n.º 63 allí acuartelado.
Durante este asedio, destacaron las conductas de algunos soldados españoles y fueron calificadas como heroicas como la del soldado Carlos Climent Garcés, quién salvó las vidas de sus compañeros heridos llevándolos a la enfermería, calificados estos hechos como heroicos por el propio coronel Sesina.
Otro soldado que destacó junto al soldado Climent fue Eloy Gonzalo, quien se arrastró con una lata de gasolina hasta una casa desde la que atacaban los insurrectos, prendiéndole fuego y regresando a su posición. Se cuenta que fue con una larga cuerda atada a la cintura para que sus compañeros recuperaran su cadáver si moría en el intento. Los españoles consiguieron resistir hasta la llegada del general Adolfo Jiménez Castellanos, que les liberó.
Entre los días 3 de octubre al 6 de noviembre de 1896, fuerzas cubanas, bajo el mando del general José Manuel Capote, cumpliendo órdenes del general en jefe Máximo Gómez asediaron una vez más el poblado. El sitio terminó el día 6, cuando los españoles, después de incendiar el pueblo, emprendieron una marcha precipitada hacia Sibanicú.
Cascorro quedó prácticamente destruido, como ya lo había sido durante la Guerra de 68.